# トニーの外人歌合戦
『トニーの外人歌合戦』（トニーのがいじんうたがっせん）は、1971年10月7日から同年12月30日まで日本テレビ系列で放送されていた読売テレビ製作の歌謡番組である。全13回。放送時間は毎週木曜 19:00 - 19:30 （日本標準時）。

## 概要
在日外国人たちが参加していた歌謡コンテスト番組で、トニー谷が司会を務めていた。トニーはこの番組以前にも『アベック歌合戦』→『スターと飛び出せ歌合戦』（いずれも読売テレビ製作）で司会を務めており、読売テレビのプロデューサーが当時ハワイ州に滞在していたトニーに「日本の歌を外国人に歌ってもらうコンテストの番組を企画したので、ぜひその番組を担当してもらえないか」とオファーをかけたところ、トニーは即答でOKしたという。
当初は世界各地で歌謡コンテストをする計画があり、優勝者を日本に集めて「世界演歌大賞」なるグランドチャンピオン大会を開催することも検討されていた。しかし予算的な問題もあり、本番組は在日外国人対象の歌謡コンテスト番組になった。

## 番組終了とその後
結局、前身番組である『タイガーマスク』以上の高視聴率を得る事は出来ず、番組は僅か3ヶ月で終了。司会のトニーは番組の終了を期に「マンネリな自分に嫌気が差した。ボードヴィルを考え直したい」との理由で日本を離れ、ハワイに土地を購入し、そのまま5年間定住した。本番組の後枠には、同じコンセプトの『ハッスル!外人No.1』（司会はヒデとロザンナに変更）が組まれたが、本番組同様約3ヶ月で終了。その後『タッチ!タッチ!タッチ!』『ヨーイ・ドン!!（第2期）』を経て、『ノンフィクションアワー 驚異の世界』が1972年7月より約10年続いた。

## 放送リスト
| 回 | 放送日 （1971年） | サブタイトル           | ゲスト               |
| -- | ----------------- | ---------------------- | -------------------- |
| 1  | 10月7日           | ハロー！おまたせ       | 小山ルミ             |
| 2  | 10月14日          | 帰ってきた万国博       | （不明）             |
| 3  | 10月21日          | はだか大会             | （不明）             |
| 4  | 10月28日          | 舶来歌手大会           | 渚ゆう子             |
| 5  | 11月4日           | 着物・ワンダフル！     | （不明）             |
| 6  | 11月11日          | 身振りよろしく大熱戦   | 辺見マリ             |
| 7  | 11月18日          | 村祭り・ワンダフル！   | （不明）             |
| 8  | 11月25日          | 浪曲大会               | 斉東満               |
| 9  | 12月2日           | 爆笑！お座敷大会       | 平山三紀             |
| 10 | 12月9日           | 港・神戸・ワンダフル！ | 五木ひろし           |
| 11 | 12月16日          | 舶来仁義大会           | ホリ・ジュン         |
| 12 | 12月23日          | 熱演！欧米大会         | ジョーン・シェパード |
| 13 | 12月30日          | 船上爆笑大会           | ヘドバとダビデ       |

参考：『読売新聞縮刷版』読売新聞社、1971年10月7日 - 同年12月30日付ラジオ・テレビ欄。